# Kórium

A csernobili zónaolvadáskor keletkezett kóriumban lévő különböző radioaktív izotópok aktivitásának erőssége 1986 áprilisában

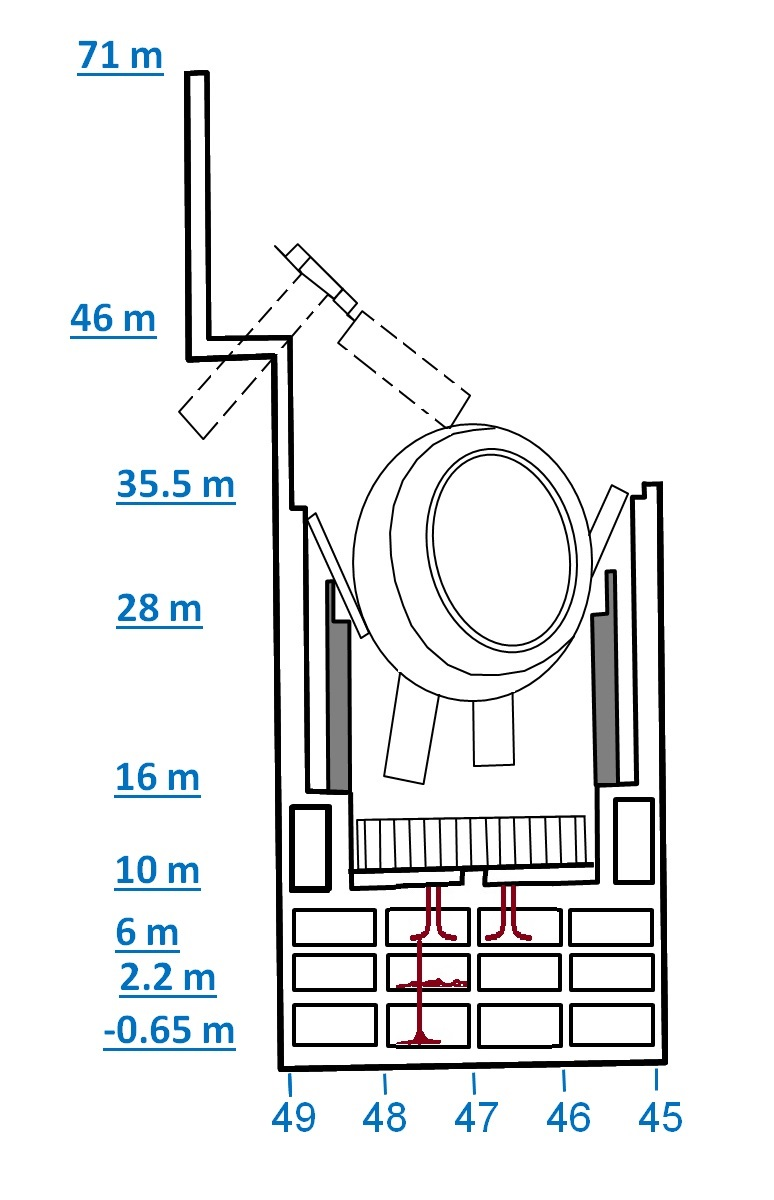
A csernobili 4-es reaktorblokknál a leolvadás után a legalsó szintig jutott a kórium láva, amely lassan lefelé folyva keveredett grafittal, betonnal és minden ott lévő más anyaggal. 11 tonnányi 3000 celsius fokos kórium ömlött lefelé az erőmű csövein, magába olvasztva mindent, amihez csak hozzáért. A lehűlt csernobili kóriumra az „Elephant's Foot”, azaz „elefántláb” elnevezést is használják

A kórium (lava-like fuel containing material (LFCM)) a Föld legszennyezőbb antropogén (emberi eredetű) anyaga, az atomreaktor-baleset következtében, zónaolvadáskor létrejövő, rendkívül erősen sugárzó radioaktív elegy. Az anyag neve az angol mag jelentésű „core” szóból képzett neologizmus, a kémiai elemek periódusos rendszerében az elemekre jellemző szóvégi -ium utótaggal képezve, mint lítium, kalcium, plutónium, hélium, stroncium stb. A nukleáris létesítményekben bekövetkező nem kívánt eseményeket a Nemzetközi Atomenergia-ügynökség hétfokozatú Nemzetközi Nukleáris Eseményskáláján (INES, International Nuclear Event Scale) értékelik. Három olyan baleset volt a történelemben, amikor a teljes zónaolvadáskor életveszélyes radioaktív atomhulladék (radioactive waste ), sugárzó kóriumláva keletkezett. A tudósok a kórium elhelyezésének és általában az atomhulladék elhelyezésének problémáját sehol a világon nem tudták megoldani hatásosan.

## Keletkezése
Egy atomreaktor részleges vagy teljes leolvadásakor a megrepedt, urán-dioxidot tartalmazó, cirkónium ötvözetből készülő nukleáris fűtőanyagszálak radioaktív üzemanyag törmeléke keveredik grafittal, betonnal és a helyszínen lévő más anyaggal. A balesetek nem köthetőek egy adott időhöz, országhoz vagy reaktortípushoz. Laboratóriumi tesztek során megállapították, hogy az olvadt kórium láva óránként 30 centiméter mélyen hatol be a betonba. A láva idővel lehűthető, de évszázadokig radioaktív marad. A csernobili új „szarkofág” (Новый безопасный конфайнмент (НБК)) a világ legveszélyesebb hulladékanyagát 100 évre lezárja. Ha a létrejött keverék vízzel találkozna, újabb robbanás következhet be.

A fukusimai 1-es, 2-es, és 3-as reaktorban teljes zónaolvadás történt.

Az anyag létrejötte laboratóriumon kívül már legalább ötször történt meg a világon, egy-egy súlyos nukleáris baleset következtében: 
- 1979-ben, pennsylvaniai Three Mile Island atomerőműben (Londonderry), amikor megszökött a hűtővíz és a túlhevült reaktormag részlegesen leolvadt[24]
- 1986-ban Csernobilban, amikor a grafitmoderátoros könnyűvíz hűtésű reaktor felrobbant[25][26] és a lehűlt kóriumláva egy „elefántláb”-nak nevezett formában a reaktor alatti betont áttörve megszilárdult[3]
- 2011-ben legalább háromszor Fukusimában, amikor az 1-es, 2-es, 3-as forralóvizes reaktorokban az aktív zóna felett összegyűlő pangó gőz lefelé kiterjedt magára az aktív zónára is és a reaktor belső részei jelentősen túlhevültek, a tűzvész-szerű redukáló reakció pedig beindulhatott[27][28]

A csernobili jelentések szerint az „elefántláb” óránként közel 10.000 röntgent sugárzó anyag. Az ember mellette mindössze 1-2 perc alatt halálos sugárdózist kap, 2 perc után belső vérzés, hányás, 5 perc után nem sokkal pedig halál lép fel.  A fukusimai erőműben számítógépes szimuláció szerint az olvadék 65 centiméter mélyen vájta bele magát a reaktort körülvevő betonfalba, így 37 centiméter vastagságú beton maradt a reaktor külső faláig. Az olvadt zóna részeihez a magas radioaktív sugárzás miatt nem lehet hozzáférni, ezért az állapotfelmérést és egyes bontási műveleteket is csak ipari robotokkal végezhetik el. A felmérést nehezítette, hogy a robotokat is tönkretette a leolvadt reaktorok maradékának erős sugárzása, mielőtt hozzáférhettek volna a reaktorok belsejéhez. Michio Kaku japán származású, amerikai elméleti fizikus szerint a több száz tonna fukusimai  radioaktív hasadási termékekkel szennyezett láva tömegének nukleáris összeomlása örökkévaló.  Egyes szakértők úgy vélik, hogy a hasadási folyamat soha nem áll meg. A keletkezett kórium mindent magába olvaszt, ami körülötte van, és a folyamat közben örökké nőni fog, miközben a Föld közepére süllyed. A probléma megoldása folyamatosan csúszik, 2015-ben 30-40 évre becsülték a kórium lávává vált reaktormagok lehűtését.

## Összetétele
A csernobili kóriumban ötféle anyag azonosítható:
- Fekete kerámia
- Barna kerámia
- Salakszerű szemcsés kórium
- Habkő
- Olvadt fém

## A kórium lokalizációja
Konténment (containment): Olyan túlnyomásra méretezett acél vagy vasbeton „doboz” (félgömb tetejű henger vagy félgömb alakú építmény), amely az egész reaktorblokkot körülveszi, és amely még a reaktor nagynyomású primer hűtőkörének törésekor, a fellépő nagy nyomás ellenére is megakadályozza, hogy a megengedettnél nagyobb radioaktív anyag jusson ki a környezetbe.
Olvadékfogó: Terület, amely felfogja az olvadékot, amikor végbemegy az atomreaktor aktív zónája szerkezetének a bomlása, és átolvad a reaktortartály. A szállító pl. Core catcher, Corium spreading area, Core melt spreading area, Passive Ex-vessel corium retaining vagy hasonló elnevezéssel hivatkozhat rá.

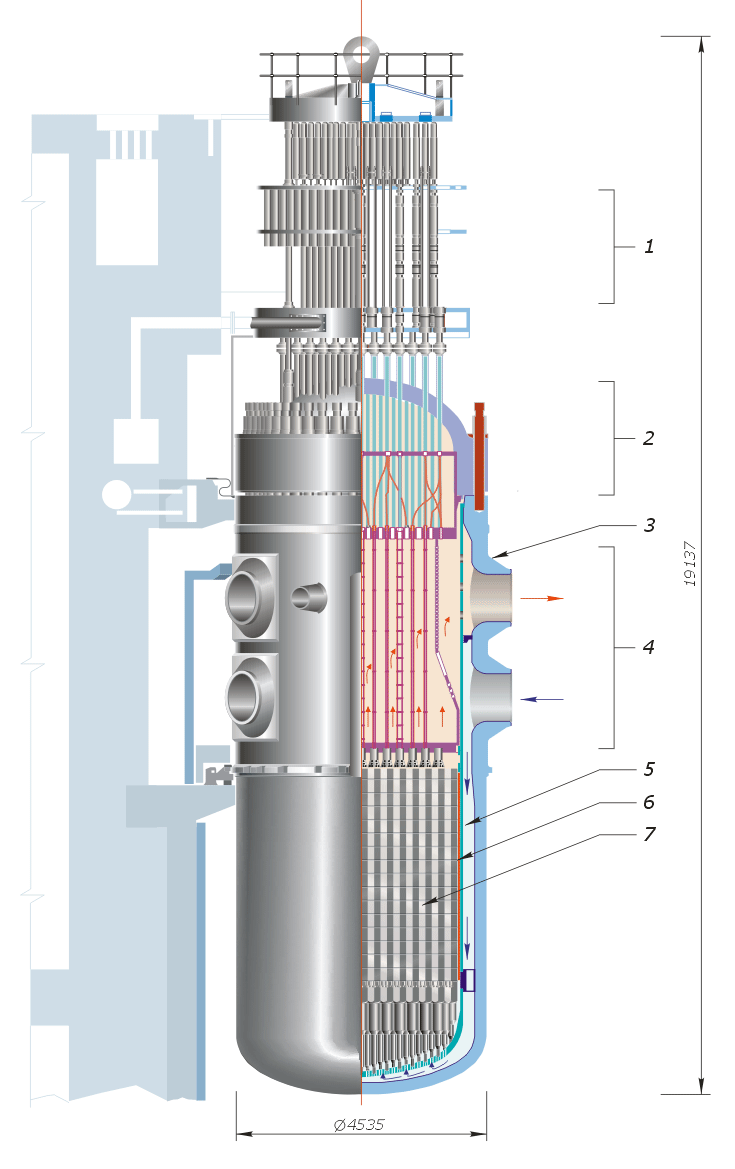
VVER nyomottvizes reaktor (ВВЭР – водо-водяной энергетический реактор) A VVER rövidítés víz-víz reaktort jelent, a jelölés azt jelenti, hogy mind a nyomástartó edény hűtésére, mind a reaktor magjában lévő neutronfluxus fékezésére vizet használnak. A világon az összes reaktor több mint kétharmada nyomottvizes reaktor

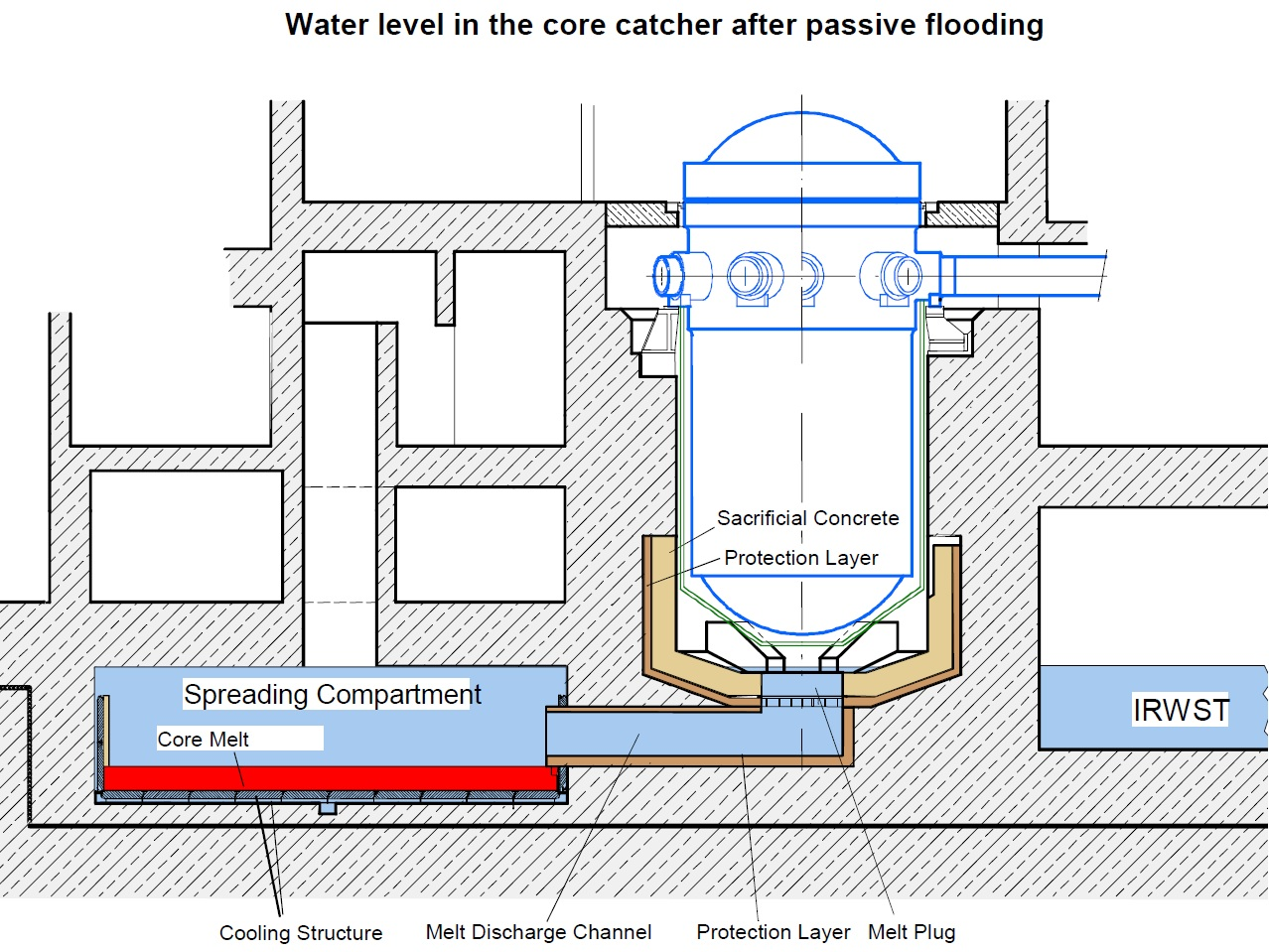
Zónaolvadékcsapda, maggyűjtő vagy olvadékfogó (Core-Catcher) sematikus vázlata

A korszerű atomerőműveket túltervezik biztonság szempontjából, ezért a legextrémebb környezeti viszonyok károkozásait is átvészelik. A fejlett atomreaktorok tervezésekor figyelembe kell venni az esetleges súlyos balesetek kialakulásának és elhárításának lehetőségét is (Magyarországon az MVM Paksi Atomerőmű telephelyén négy orosz, VVER-440 típusú blokk működik, amelyeket 1982-87 között helyeztek üzembe. A tervek szerint két újabb reaktor épül, egyenként 1200 megawattos villamos teljesítményű, VVER-1200 típusjelzésű blokk,) mert így biztosítható, hogy az esetleges tervezési üzemzavaron túli baleset során a teljes zóna leolvadt kóriumja egy zónaolvadékcsapdába jut, amely egy hűthető tartályban gyűjti össze a zónaolvadékot és megakadályozza a beton-kórium kölcsönhatás kialakulását. Az olvadékcsapda (core catcher) egy kerámiából készült berendezés, amely  meggátolja a kritikus tömeg és ezáltal a nem kívánt kritikusság kialakulását. Az első ilyen berendezést a Kínai Tianwan atomerőműbe telepítették, amelyet Oroszország épített. A zónaolvadékcsapda tartályában alumínium- és vasoxid tartalmú kerámia van, ami alkalmas arra, hogy a zónaolvadékkal keveredjen, így az olvadék felhígul, csökken az egységnyi térfogatban fejlődő maradványhő. Csökkenthető a hidrogénfejlődés és a radioaktív elemek kikerülése a leolvadt aktív zóna törmelékéből. A súlyos baleset kezelési koncepció (In-vessel retention (IVR)) segít megelőzni a reaktortartály meghibásodását zónaolvadás esetén. A korszerű olvadékfogó berendezések a betonpadlókba helyezve a lávává vált maganyagot lehűtik a meghibásodáskor, így növelve az atomreaktor biztonságát.
Ha biztosítható, hogy a zónaolvadékcsapda érintetlen marad és az odajutó maganyagokat a tartályban megtartják, a koncepció csökkentheti a konténment hibákkal kapcsolatos aggodalmakat.